# Třeboň I
Třeboň I je centrální část města Třeboň v okrese Jindřichův Hradec v Jihočeském kraji. Třeboň I leží v centru katastrálního území Třeboň.
Jedná se zejména o staré město v okolí Masarykova náměstí a okolí Kotěrovy vodárny Na Kopečku. Podstatná část Třeboně I. je městskou památkovou rezervací. Centrem je opevněné staré město, jehož srdcem je renesanční zámecký areál a Masarykovo náměstí, opatřené podloubími po obou stranách (severní a jižní) a Hradeckou branou dole na východě. Uprostřed Masarykova náměstí pod barokní kašnou je o Vánocích tradičně stavěn osvětlený vánoční strom, o Velikonocích stromek ověšený malovanými vajíčky a v květnu vysoká májka (v roce 2013 nebyla poprvé uhlídána a předčasně podříznuta nenechavými sousedy). Od roku 2000 ožívá rovněž 1. ledna od 18. hodiny slavnostním ohňostrojem s hudební produkcí za účasti více než 10 tisíc diváků z Třeboně i okolí. Na západě kolmo navazuje třetí nejrozsáhlejší zámecký areál (po Pražském hradě a zámku v Českém Krumlově) v České republice.

## Historie
První písemná zmínka o vesnici pochází z roku 1240.
Třeboň I vznikla k 1. lednu 1980 jako část města Třeboň v okrese Jindřichův Hradec.

## Obyvatelstvo
| Rok            | 1869  | 1880  | 1890  | 1900  | 1910  | 1921  | 1930  | 1950  | 1961  | 1970  | 1980 | 1991 | 2001 | 2011 | 2021 |
| -------------- | ----- | ----- | ----- | ----- | ----- | ----- | ----- | ----- | ----- | ----- | ---- | ---- | ---- | ---- | ---- |
| Počet obyvatel | 5 117 | 2 335 | 5 421 | 2 228 | 2 020 | 5 016 | 1 531 | 4 448 | 5 082 | 6 091 | 784  | 701  | 627  | 467  | 361  |
| Počet domů     | 381   | 131   | 426   | 135   | 135   | 136   | 145   | 776   | 818   | 940   | 118  | 127  | 122  | 130  | 137  |

## Městské hradby
Hradby obepínají prakticky celý střed historického města od severní strany třeboňského zámku až po jeho stranu jižní. V historické době funkci hradeb na západní straně zámku plnil hluboký, vodou zaplavený příkop, zásobovaný přímo ze Zlaté stoky. V těchto místech stával od 16. století později zaniklý zámecký mlýn.
Od Staré břilické brány, přestavěné Petrem Vokem z Rožmberka k roku 1600 na dosud funkční branku do zámeckého parku se schodištěm pro pěší, kopírují městské hradby tzv. "Dlouhou chodbu zámku" až k Budějovické bráně (Nové břilické). Poté pokračují souběžně, avšak poněkud severozápadněji kolem západního traktu někdejšího augustiniánského kláštera až ke Zlaté stoce u Bertiných lázní. Zde jsou u Kodetovy pískovcové sochy ženy prolomeny gotickou brankou pro pěší, opatřenou mříží, směřující ke klášternímu komplexu. Dále probíhají směrem východním podél Zlaté stoky až k hostinci "U Míšků", v němž je zastavěna renesanční branka se schodištěm a dlážděnou cestou procházející objektem a jeho nádvořím s kamennou studnou radiálním směrem k Masarykovu náměstí (vpravo na domě čp. 10 je pamětní deska válečného letce RAF Jana Pernikáře a vlevo za průchodem spisovatele Františka Heřmánka, který se tam 2. srpna 1901 narodil). Pokračují k Jindřichohradecké bráně na půl cesty přerušené původně gotickou baštou (věží s gotickými střílnami), přestavěnou na pension, přístupný z lázeňské promenády v Tylově ulici, můstkem přes Zlatou stoku (ulička na druhé straně vodoteče je nazvána Hradební). Zde jsou původně gotické hradby opatřeny renesanční sgrafitovou výzdobou. Pak původní gotické hradby pokračují za jižními stěnami domů v Rožmberské ulici až dnes k výrazně renesanční Svinenské bráně s obloučkovými štíty a sgrafitovou výzdobou a soškou sv. Floriána v průčelí k Masarykově náměstí.
Průhledem před Knížecím pivovarem z Trocnovského náměstí od Novohradské brány jsou dobře patrná i původní cimbuří těchto hradeb. Hradební pás gotického opevnění kopíruje i Rožmberská ulička uvnitř města směrem k Masarykovu náměstí s řadami renesančních a barokních domů zdobených štíty s původními domovními znameními, z nichž vyniká originální "Klasová Madona" z kostela v Mláce, přenesená do niky jednoho z domů v 18. století. Renesanční hradby však pokračovaly kolem Zlaté stoky a Rožmberské zbrojnice (jak o tom svědčí tři zachované renesanční bašty, později v souvislosti s úpravou zbrojnice na Knížecí pivovar, přestavěné) až k bráně Novohradské a dále ke komplexu bašt u zámku a psí kuchyně (známých i z filmu Pyšná princezna), které jsou připojeny k jižní straně třeboňského zámku. Z nich vyniká malebná kruhová bašta zvaná "Katovna", velmi často zobrazovaná třeboňskými malíři.
Pod těmito pevnostními stavbami se nalézají třeboňské kasematy, sahající až k úrovni Novohradské brány. Jejich západní část je přístupná veřejnosti v rámci okruhů prohlídek zámku a bezprostředního okolí. Původní vodní příkop, který doplňoval dobrou funkci středověkých hradeb, takže Třeboň nebyla nikdy dobyta, který byl u Novohradské brány překlenut původně gotickým mostem a padacím mostkem, je dnes částečně zasypán. Kasematy byly dříve i v obranném komplexu východně od Novohradské brány, avšak v původní podobě se nezachovaly. Částečně jsou zachovány u terasy pivovaru Regent a pod dvěma solitérními východními baštami nad Zlatou stokou, kde jsou však zřejmě zasypány.
Kladky padacího mostku jsou zachovány dobře patrné po horní straně českého a německého nápisu z dob prvních třeboňských Schwarzenbergů nad ostěním branky pro pěší Novohradské brány na její jižní straně. Poblíž je nově dobře opravená barokní pískovcová socha sv. Jana Nepomuckého se všemi atributy (Krucifixem, palmovou ratolestí, hvězdami kolem hlavy a věčným světlem) a proti ní velký kamenný kříž v místech pilíře původního mostu. Naproti, přímo na zlomu hráze rybníka Svět, stojí Šustův pomník obklopený pěnišníky rojovníkolistými a nedaleko nový pomník Jakuba Krčína z Jelčan. Pod ním, v cihlových kasematech hráze, byl v roce 2011 otevřen "Krčínův sklípek", navazující na protější Znovínskou znojemskou vinárnu. Úspěšně tam byla zavedena tradice Svatováclavského vinobraní s hudbou a grilováním v zahradě vinárny, sahající až ke Zlaté stoce (zrekonstruovaná bašta poblíž terasy Knížecího pivovaru získala novou funkci a název Vinotéka Radka a přilehlý areál "Louka u Zlaté stoky"). V prostoru po vodním příkopu u hradeb a terasy Knížecího pivovaru se přímo pod sochou sv. Jana Nepomuckého dnes prohánějí mufloni (nově je tam uvažováno i s chovem medvědů, kteří jsou prý v třeboňském kraji historicky původní, na rozdíl od muflonů).

## Pamětihodnosti
Ačkoli třeboňské Staré Město, uzavřené hradbami a branami, tvořící podstatnou část městské památkové rezervace, není příliš rozsáhlé, nachází se uvnitř něj čtyři náměstí: velké Masarykovo (hlavní), Žižkovo (bývalý Kozí rynek) u Svinenské brány, Trocnovské mezi branami u knížecího pivovaru Regent a malé bezejmenné náměstíčko s Kalvárií, sochou sv. Václava a sv. Jana Nepomuckého východně od chóru kostela sv. Jiljí a Panny Marie Královny.
Jádro Třeboně zahrnuje nejen zámek, klášter augustiniánů s děkanským chrámem, starou radnici na Masarykově náměstí a knížecí pivovar, ale i řadu renesančních a barokních domů s podloubími (Masarykovo náměstí a Březanova ulice) a další zajímavé stavby. Jednou z nich je např. na zámek navazující budova Rožmberské bibliotéky, výrazně renesanční stavba na rohu Masarykova náměstí a Březanovy ulice (Třeboň I čp. 118), dokončená roku 1605 Dominikem Comettou z Eckthurnu i oba sousední renesanční domy s podloubím (čp. 3 a 4).
Ve východní části Třeboně I byla na počátku první republiky nově přestavěna v secesním slohu, jako pokračování osy Masarykova náměstí za Jindřichohradeckou bránou, třída Legií, vedoucí k nádražíčku Třeboň-lázně, k poctě padlým československým legionářům z Třeboně, jejichž jména jsou dosud uvedena na pamětní desce mezi podloubím Staré třeboňské radnice čp. 1/I na Masarykově náměstí, vedle renesanční radniční věže a budovy Městské spořitelny čp. 100/I s výraznou sochou rybáře držícího kapra z roku 1925 a sochou ženy, symbolizující v roce 1918 osvobozenou vlast. V pravé části třídy ve směru k nádraží vynikaly budovy hotelu "U Zlaté stoky" a "U Zlatého Kříže", jejichž secesní ráz byl setřen po roce 1948 přestavbami po zrušení hotelu, současně s přejmenováním ulice na Dukelskou. Směrem k Masarykovu náměstí lemuje Dukelskou ulici stromořadí lip. Cestou do centra města jsou to po pravé ruce většinou lípy velkolisté, které zde byly vysazeny v roce 1919 u příležitosti prvního oficiálního příjezdu prezidenta Masaryka do Třeboně. Dnes je na této straně ulice řada obchodů, městské placené parkoviště a bistro "U kapra" s možností rychlého stravování uvnitř budovy i v předzahrádce.
Na levé straně se nalézají, hned za městskými hradbami, Hradební ulicí, Zlatou stokou, sousoším sv. Jana Nepomuckého (A.D. 1726), Tylovou ulicí (lázeňskou promenádou), vinotékou a několika obchody, budovy botanického ústavu Akademie věd ČR, které si zachovaly původní secesní ráz. V nich jsou laboratoře a výzkumná pracoviště. K nim byly v roce 1926 přistavěny další budovy, v jednoduchém kubistickém slohu. Za nimi se nalézá nově pojmenovaná ulice K Bertě, odbočující vlevo k hotelu Romantik s restaurací Kopretina, velkému parkovišti, tenisové hale a komplexu lázní "Berta" i zahradám se skleníky botanického ústavu.
Hlavní ulice pokračuje dále kolem parku u nádraží (s kašnou a pískovcovou sochou dívky), hasičské zbrojnice, prodejny koberců až k vilové čtvrti na Kopečku s velkou restaurací, barokním kostelíkem sv. Jana Nepomuckého s věžičkou, barokním sousoším odpočívajícího "Pána Ježíše Krista" až k parku na místě bývalého městského popraviště, kde již zaujme cihlová stavba třeboňského vodojemu. Ten byl vystavěn v roce 1901 podle projektu architekta Jana Kotěry jako předloha k vodárně pro město Nusle a městys Vršovice, kde byla na tehdejším předměstí Prahy realizována podobná vodní stavba až o pět let později (v současné době je od roku 2013 ve 42 m vysoké vodárenské věži umístěno muzeum buddhistického umění). Nedaleký třeboňský židovský hřbitov s dvoukřídlou přízemní pietní stavbou s portálem a malovanými hebrejskými nápisy vznikl v roce 1900.
Odtud vede nová silnice přes nově postavený most nad třeboňskou "vídeňskou dálničkou" ke kostelíku sv. Víta (s vzácnou freskou znázorňující předání relikvie - ramene sv. Víta - císařem Jindřichem svatému Václavu) a Pergole, provozované Bertinými lázněmi u jednoho z několika menších rybníků v blízkosti Rožmberka.